# Boris Kouznetsov (physicien)
Pour les articles homonymes, voir Boris Kouznetsov et Kouznetsov.
Boris Grigorievitch Kouznetsov (en russe : Борис Григорьевич Кузнецов) est un physicien et historien des sciences russe né le 5 octobre 1903 en URSS et mort le 5 septembre 1984 à Moscou. Il fut le directeur de l'institut Vavilov d'histoire des sciences et des techniques à partir de 1936.

## Biographie
Il a été directeur de recherche à l'Institut d'histoire des sciences et des techniques de l'Académie des sciences de l'URSS, ainsi que président du Comité international Albert Einstein. 
Il a publié une encyclopédie sur le thème de la science au XXe siècle, ainsi qu'une biographie d'Albert Einstein en langue russe. Les critiques ont bien accueilli cette biographie : « Aucun ouvrage de synthèse n'a jamais circonscrit d'aussi près l'exceptionnelle personnalité du savant dont les travaux, en cinquante ans, devaient bouleverser la physique moderne et ouvrir à la science des voies insoupçonnées ». 
Kouznetsov a d'autre part publié plus de deux cents travaux consacrés à la relativité, à l'histoire des sciences et aux problèmes économiques liés aux applications scientifiques. Ses livres ont été traduits en plusieurs langues.

## Publications
- Einstein, sa vie, sa pensée, ses théories, traduction en anglais par V. Talmy, traduction en français par Paul Krellstein, Verviers, 346 pages, 1967[4].
- Von Galilei bis Einstein : Entwicklung der physikalischen Ideen, avec Gisela Buchheim et Siegfried Wollgast, Berlin, Akademie-Verlag, 1970.
- Essais sur la relativité, traduit du russe par Anne Sokova, Moscou, Éditions Mir, 1971.
- Filosofiâ optimizma, Académie des sciences de l'URSS, Moscou, 1972.
- La science en l'an 2000 : une philosophie optimiste de l'âge atomique, traduit du russe par Georges Chantrain, Verviers, 1972.
- Lénine, Langevin et la préhistoire de la théorie de la relativité, La Pensée, 1972.
- La Science au 20e siècle, encyclopédie publiée sous la direction de Boris Kouznetsov, rédaction française de Michel Rouzé, Alap, Paris, 1974. 
  - Tome 1 : L’espace et le temps
  - Tome 2 : Le cosmos
  - Tome 3 : La matière
  - Tome 4 : La vie
  - Tome 5 : La science et l'homme
- Reason and being, édité par Carolyn Fawcett et Robert Cohen, Dordrecht, Reidel, 1987.
- Einstein, traduction du russe par Paul Krellstein, Moscou, Editions du progrès, 1989.